# Weinen, Klagen, Sorgen, Zagen, BWV 12

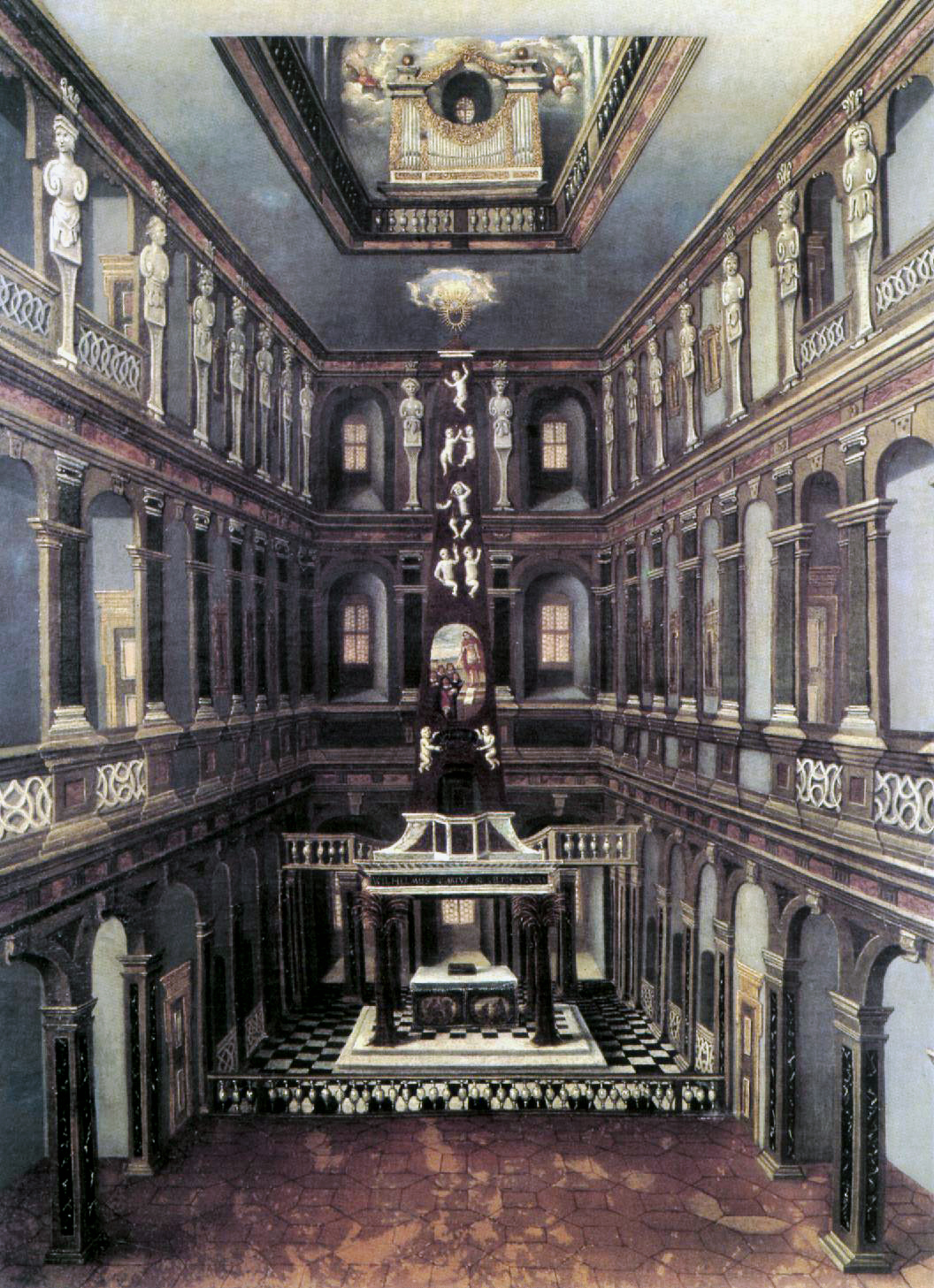
Schlosskirche en Weimar

Weinen, Klagen, Sorgen, Zagen, BWV 12 (Llanto, lamento, afán, temor) es una cantata de iglesia escrita por Johann Sebastian Bach en Weimar para el domingo de júbilo, el tercer domingo después de Pascua, y estrenada el 22 de abril de 1714 en el Schlosskirche., en la capilla cortesana del Palacio de Weimar.
Bach fue nombrado Konzertmeister en Weimar en la primavera de 1714, un puesto que implicaba la interpretación de una cantata de iglesia cada mes. Compuso Weinen, Klagen, Sorgen, Zagen como segunda cantata de la serie, basada en un texto probablemente escrito por el poeta de la corte Salomon Franck. La obra está estructurada en siete movimientos, una sinfonia instrumental, una passacaglia coral, un recitativo basado en una cita de la Biblia, tres arias y como coral de cierre, la última estrofa del himno «Was Gott tut, das ist wohlgetan» escrito por Samuel Rodigast en 1674. La cantata está escrita para tres voces solistas, un coro a cuatro voces; trompeta, oboe, fagot, dos violines, dos violas y bajo continuo.
Bach interpretó la cantata de nuevo el 30 de abril de 1724, durante su primer año como Thomaskantor (director de música sacra) en Leipzig. Retocó la primera sección del coro inicial para formar el movimiento Crucifixus del Credo de su Misa en si menor. Franz Liszt basó algunas de sus piezas para instrumentos de tecla en este mismo material.

## Historia
Desde 1708 Bach trabajó para la corte en Weimar. El 2 de marzo de 1714 Bach fue nombrado Konzertmeister de la capilla cortesana de Weimar de los duques co-reinantes Guillermo Ernesto y Ernesto Augusto de Sajonia-Weimar. En este puesto asumió la responsabilidad principal de componer nuevas obras, concretamente cantatas para la Schlosskirche (iglesia del palacio), con una periodicidad mensual. Weinen, Klagen, Sorgen, Zagen es la segunda cantata de esta serie, compuesta para el domingo de júbilo, el tercer domingo después de Pascua, después de Himmelskönig, sei willkommen, BWV 182 para el domingo de Ramos y la Anunciación, y antes de Erschallet, ihr Lieder, erklinget, ihr Saiten!, BWV 172 para Pentecostés.
La cantata fue interpretada por primera vez el 22 de abril de 1714 en la capilla cortesana de Weimar. Más tarde, se interpretó en Leipzig en el primer año de Bach como Thomaskantor el 30 de abril de 1724. En Leipzig, Jubilate era el comienzo de la feria de comercio Ostermesse (feria de Pascua) que atraía visitantes durante tres semanas. Su predecesor, Johan Kuhnau, ya había notado que "los visitantes y caballeros distinguidos ciertamente querían escuchar algo bueno en las principales iglesias".
Bach hizo un arreglo de la primera sección del coro para construir el movimiento de Crucifixus del Credo de su Misa en si menor, BWV 232, el movimiento central de esa obra, tres décadas más tarde. Franz Liszt basó algunas de sus piezas para tecla (órgano o piano) en la primera sección del movimiento 2, Preludio basado en un tema de Weinen, Klagen, Sorgen, Zagen de J. S. Bach (S.179, 1854) y Variaciones sobre un tema de Weinen, Klagen, Sorgen, Zagen de J. S. Bach (S.180, 1862).

## Análisis

### Texto
Las lecturas establecidas para ese domingo eran de la primera epístola de Pedro, "someteos a toda ordenación humana" (1 Pedro 2:11-20), y del evangelio según San Juan, Jesús anunciando su segunda venida en el discurso de la despedida, diciendo "la tristeza se convertirá en gozo" (Juan 16:16-23). 
El texto, que representa la aflicción que los cristianos tienen que pasar, se considera que fue escrito por Salomon Franck, el poeta de la corte de Weimar que escribió la mayor parte de textos de las cantatas de Bach del periodo de Weimar. Sigue detalles del evangelio y la idea de la epístola: «Porque esto merece aprobación, si alguno a causa de la conciencia delante de Dios, sufre molestias padeciendo injustamente» (versículo 19). El texto del coro inicial se corresponde con Juan 16:20, el texto del recitativo está tomado de Hechos 14:22, «Debemos sufrir muchas tribulaciones para entrar al reino de Dios». Franck sostiene que esto es cierto no solo para los discípulos que fueron abordados directamente, sino para todos los cristianos. El cuarto movimiento presenta el sufrimiento de Jesús como un consuelo para los cristianos afligidos, el quinto movimiento expresa la decisión de seguir a Jesús, incluso en el sufrimiento, el sexto movimiento ofrece el consuelo de que será solo un corto tiempo hasta que toda tristeza sea vencida, aludiendo al Apocalipsis 2:10 (como en el movimiento 4). La cantata concluye con la sexta y última estrofa del himno «Was Gott tut, das ist wohlgetan» escrito por Samuel Rodigast en 1674. El tema del primera parte del texto es una situación de ausencia temporal de Dios.

### Instrumentación
La obra está festivamente escrita para tres solistas vocales (alto, tenor y bajo) y un coro a cuatro voces; trompeta, oboe, fagot, dos violines, dos violas y bajo continuo.

### Estructura
Consta de siete movimientos, cuya interpretación dura aproximadamente de 28 minutos. En la siguiente tabla de los movimientos, la orquestación sigue la Neue Bach-Ausgabe. Las tonalidades y compases se han tomado de Alfred Dürr. La partitura autógrafa lleva por título Concerto a 1 Oboe, 2 Violini, 2 Viole, Fagotto è 4 Voci coll' Organo. John Eliot Gardiner indica que las tonalidades de las arias y el coral final se mueven hacia arriba como una escalera, ascendiendo por terceras.
| N.º | Tipo       | Texto (fuente)                                                          | Voces | Viento | Cuerda  | Tonalidad      | Compás |
| --- | ---------- | ----------------------------------------------------------------------- | ----- | ------ | ------- | -------------- | ------ |
| 1   | Sinfonia   |                                                                         |       | Ob     | 2Vl 2Va | Fa menor       | 8/8    |
| 2   | Coro       | Weinen, Klagen, Sorgen, Zagen (2b) Die das Zeichen Jesu tragen (Franck) | SATB  | Ob Fg  | 2Vl 2Va | Fa menor       | 3/2    |
| 3   | Recitativo | Wir müssen durch viel Trübsal (Biblia)                                  | A     | Ob Fg  | 2Vl 2Va | Do menor       | 4/4    |
| 4   | Aria       | Kreuz und Kronen sind verbunden (Franck)                                | A     | Ob     |         | Do menor       | 4/4    |
| 5   | Aria       | Ich folge Christo nach (Franck)                                         | B     |        | 2Vl     | Mi bemol mayor | 4/4    |
| 6   | Aria       | Sei getreu, alle Pein (Franck)                                          | T     | Tr     |         | Sol menor      | 3/4    |
| 7   | Coral      | Was Gott tut, das ist wohlgetan (Rodigast)                              | SATB  |        | 2Vl 2Va | Si bemol mayor | 4/4    |

1. Sinfonia
La cantata comienza con una Sinfonia, marcada como adagio assai, que recuerda el movimiento lento de un concierto para oboe, con un solo expresivo y lastimero.
2. Weinen, Klagen, Sorgen, Zagen

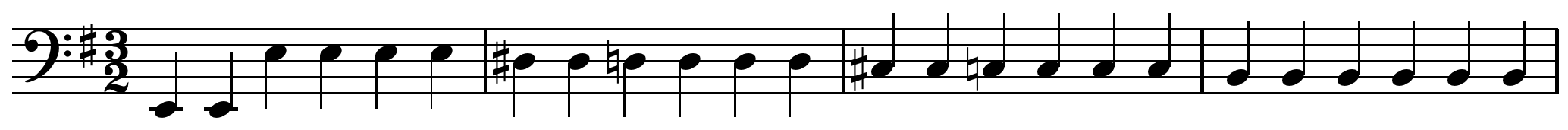
Passus duriusculus, bajo ostinato del Crucifixus de la Misa en si menor.

El primer movimiento coral, Weinen, Klagen, Sorgen, Zagen (Llanto, lamento, afán, temor), sigue la forma da capo. La primera sección está construida sobre un basso ostinato a modo de passacaglia de estilo antiguo en compás de 3/2. El lamento, un ostinato de cuarta cromática, se repite doce veces. El musicólogo Julian Mincham indica que Henry Purcell utilizó un motivo similar en el Lamento de Dido de la ópera Dido and Aeneas, que probablemente Bach no conoció. Las primeras cuatro palabras son cantadas por una voz diferente, cada una superpuesta a la siguiente. Empezando por la voz más aguda, cada parte canta un prolongado suspiro. El arreglo se intensifica, hasta que en la séptima repetición todas las voces siguen el texto simultáneamente: Angst und Not («temor y necesidad» o «angustia y problemas»). La novena repetición es similar a la primera, pero en armonías más extremas. La decimosegunda repetición es instrumental. La sección central del verso sobre los cristianos die das Zeichen Jesu tragen (que llevan las cicatrices de Jesús), primero se aparece marcada como un poco allegro, está en un carácter contrastante. Su última sección está marcada como andante, las voces entran una detrás de otra, empezando por la más grave y ascendiendo hasta la más aguda. A lo largo de la sección central, los instrumentos tocan colla parte con las voces. John Eliot Gardiner describe la primera sección como un «"tombeau", uno de las movimientos de cantata más impresionante y profundamente conmovedora que Bach había compuesto hasta esa fecha».
3. Wir müssen durch viel Trübsal in das Reich Gottes eingehen
El único recitativo, Wir müssen durch viel Trübsal in das Reich Gottes eingehen (Debemos sufrir muchas tribulaciones para entrar al reino de Dios), va acompañado por la cuerda en un recitativo accompagnato. En alemán, el dolor se menciona en primer lugar y después del reino de Dios. Bach repite el texto inicial cuatro veces, mientras el destino singular aparece solamente una vez. La palabra clave Trübsal (dolor) se ilustra mediante una línea descendente, cada vez con mayor intensidad. Al final, una escala ascendente en el primer violín refleja la idea de la entrada en el reino de Dios. La escala está en do mayor, mientras que el movimiento está en do menor, un símbolo del reino de Dios que es una visión pero aún no presente. La escala está relacionada con el comienzo de la melodía del coral de cierre.
4. Kreuz und Krone sind verbunden
La primera de las tres arias, Kreuz und Krone sind verbunden (La cruz y la corona están unidas), refleja los motivos contrapuestos de Kreuz und Krone (cruz y corona) y Kampf und Kleinod (lucha y joya). El aria para la voz de alto y un oboe que está presente casi en todo momento, está en la forma da capo, ABA. Un ritornello enmarca la parte A, y también acompaña la entrada de las voces. De tal manera, que se escucha seis veces en diferente contexto, relacionado con las repeticiones de la passacaglia del segundo movimiento. La música muestra la unión de los cuatro elementos contrastantes (todos los cuales empiezan por la letra K en alemán): Kampf se canta como un melisma con un trino en el compás 15, la belleza de la joya aparece en forma de trino en la voz o en el acompañamiento. El texto también se repite en la sección central, ya que Bach todavía experimenta con la forma da capo.
5. Ich folge Christo nach
En la segunda aria, Ich folge Christo nach (Seguiré a Cristo), se toma la decisión de seguir a Cristo. «Unos pasos caminando» en imitación simbolizan el acto de seguir a Jesús. El primer motivo es una escala ascendente, que ilustra la dirección hacia el cielo, interpretada por el primer violín, imitada en rápida sucesión por el segundo violín y después por el continuo. La voz entra con el mismo motivo. Hacia el final, los pasos se expanden hasta más de una octava, alcanzando el cielo. La voz de bajo y el continuo cantan al unísono, interpretado como una unión mística del hombre con Dios.
6. Sei getreu, alle Pein
Durante la última aria, Sei getreu, alle Pein (Ten confianza, toda pena), la trompeta interpreta la melodía del coral «Jesu, meine Freude» como cantus firmus; Bach pudo haber pensado en la estrofa «Weicht, ihr Trauergeister» (Marchaos, espíritus lúgubres). El aria sigue la forma bar del coral en lugar de la habitual forma da capo.
7. Was Gott tut, das ist wohlgetan
El coral final, Was Gott tut, das ist wohlgetan (Lo que Dios hace bien hecho está), está arreglado para cuatro voces, iluminadas por una parte instrumental obbligato. Masaaki Suzuki y Gardiner utilizan la trompeta que tocó el cantus firmus en el aria anterior.

## Discografía selecta
De esta pieza se han realizado una serie de grabaciones entre las que destacan las siguientes.
- 1972 – Die Bach Kantate Vol. 32. Helmuth Rilling, Gächinger Kantorei, Bach-Collegium Stuttgart, Helen Watts, Adalbert Kraus, Wolfgang Schöne (Hänssler)
- 1972 – J.S. Bach: Das Kantatenwerk Vol. 1. Gustav Leonhardt, Tölzer Knabenchor, King's College Choir, Leonhardt-Consort, Paul Esswood, Kurt Equiluz, Max van Egmond (Teldec)
- 1974 – Bach Cantatas Vol. 2. Karl Richter, Münchener Bach-Chor, Münchener Bach-Orchester, Anna Reynolds, Peter Schreier, Theo Adam (Archiv Produktion)
- 1995 – J.S. Bach: Complete Cantatas Vol. 2. Ton Koopman, Amsterdam Baroque Orchestra & Choir, Barbara Schlick, Kai Wessel, Christoph Prégardien, Klaus Mertens (Antoine Marchand)
- 2000 – Bach Cantatas Vol. 24. John Eliot Gardiner, Monteverdi Choir, English Baroque Soloists, William Towers, Mark Padmore, Julian Clarkson (Soli Deo Gloria)
- 2000 – Bach Edition Vol. 20: Cantatas Vol. 11. Pieter Jan Leusink, Holland Boys Choir, Netherlands Bach Collegium, Sytse Buwalda, Knut Schoch, Bas Ramselaar (Brilliant Classics)
- 2000 – J.S. Bach: “Actus Tragicus”: Cantatas BWV 4, 12, 106 & 196. Konrad Junghänel, Cantus Cölln, Johanna Koslowsky, Elisabeth Popien, Gerd Türk, Wilfried Jochens, Stephan Schreckenberger (Harmonia Mundi France)
- 2003 – J.S. Bach: Weinen, Klagen... Philippe Herreweghe, Collegium Vocale Gent, Daniel Taylor, Mark Padmore, Peter Kooy (Harmonia Mundi France)
- 2009 – J.S. Bach: Cantatas for the Complete Liturgical Year Vol. 11. Sigiswald Kuijken, La Petite Bande, Gerlinde Sämann, Petra Noskaiová, Christoph Genz, Jan van der Crabben (Accent)